# 弗雷加斯帕
弗雷加斯帕是巴西米纳斯吉拉斯州的一个市镇。总面积628.303平方公里，总人口6343人，人口密度10.1人/平方公里。